# Kevin Carabantes
Kevin Edenilson Carabantes Rivera (Chalatenango, 20 marzo 1995) è un calciatore salvadoregno, portiere del FAS e della Nazionale salvadoregna.

## Carriera

### Club
Nel 2015, dopo aver militato al Luis Ángel Firpo, si è trasferito al Chalatenango. Nel 2017 è passato al Municipal Limeño. Nel gennaio 2020 viene ufficializzato il suo trasferimento al FAS.

### Nazionale
Ha debuttato in Nazionale il 20 novembre 2018, nell'amichevole El Salvador-Haiti (1-0). Ha partecipato, con la Nazionale, alla CONCACAF Gold Cup 2019 e alla CONCACAF Gold Cup 2021. È sceso in campo, inoltre, nelle qualificazioni al mondiale 2022.

## Statistiche
Statistiche aggiornate al 3 ottobre 2022.

### Cronologia presenze e reti in nazionale
| Cronologia completa delle presenze e delle reti in nazionale ― El Salvador | Cronologia completa delle presenze e delle reti in nazionale ― El Salvador | Cronologia completa delle presenze e delle reti in nazionale ― El Salvador | Cronologia completa delle presenze e delle reti in nazionale ― El Salvador | Cronologia completa delle presenze e delle reti in nazionale ― El Salvador | Cronologia completa delle presenze e delle reti in nazionale ― El Salvador | Cronologia completa delle presenze e delle reti in nazionale ― El Salvador | Cronologia completa delle presenze e delle reti in nazionale ― El Salvador |
| Data                                                                       | Città                                                                      | In casa                                                                    | Risultato                                                                  | Ospiti                                                                     | Competizione                                                               | Reti                                                                       | Note                                                                       |
| -------------------------------------------------------------------------- | -------------------------------------------------------------------------- | -------------------------------------------------------------------------- | -------------------------------------------------------------------------- | -------------------------------------------------------------------------- | -------------------------------------------------------------------------- | -------------------------------------------------------------------------- | -------------------------------------------------------------------------- |
| 20-11-2018                                                                 | San Salvador                                                               | El Salvador                                                                | 1 – 0                                                                      | Haiti                                                                      | Amichevole                                                                 | -                                                                          | 85’                                                                        |
| 19-1-2020                                                                  | Carson                                                                     | El Salvador                                                                | 0 – 1                                                                      | Islanda                                                                    | Amichevole                                                                 | -                                                                          | 46’                                                                        |
| 21-8-2021                                                                  | Carson                                                                     | El Salvador                                                                | 0 – 0                                                                      | Costa Rica                                                                 | Amichevole                                                                 | -                                                                          | 46’                                                                        |
| 5-11-2021                                                                  | Washington                                                                 | Bolivia                                                                    | 1 – 0                                                                      | El Salvador                                                                | Amichevole                                                                 | -1                                                                         |                                                                            |
| 2-2-2022                                                                   | San Salvador                                                               | El Salvador                                                                | 0 – 2                                                                      | Canada                                                                     | Qual. Mondiali 2022                                                        | -2                                                                         |                                                                            |
| 24-4-2022                                                                  | San Jose                                                                   | El Salvador                                                                | 0 – 4                                                                      | Guatemala                                                                  | Amichevole                                                                 | -4                                                                         |                                                                            |
| 1-5-2022                                                                   | Cary                                                                       | El Salvador                                                                | 3 – 2                                                                      | Panama                                                                     | Amichevole                                                                 | -2                                                                         |                                                                            |
| Totale                                                                     |                                                                            | Presenze                                                                   | 7                                                                          |                                                                            | Reti                                                                       | -9                                                                         |                                                                            |

## Palmarès

### Club

#### Competizioni nazionali
- Campionato salvadoregno di calcio: 1

FAS Santa Ana: Clausura 2021